# Ogulinsko-plaščanska udolina
Ogulinsko-plaščanska udolina – dolina w Chorwacji, położona na pograniczu Gorskiego kotaru, Liki i Kotliny Panońskiej.
Jest położona u wschodniego podnóża Wielkiej i Malej Kapeli. Zajmuje powierzchnię 1115,5 km². Obejmuje dwa obszary krasowe: Ogulinsko i Plaško polje. Przepływają przez nią następujące ponornice: Dobra, Dretulja, Mrežnica, Munjava i Vrnjika. Na Mrežnicy utworzono zbiornik wodny Sabljaci.
W 2021 roku dolina była zamieszkiwana przez 18 783 osoby. Średnia gęstość zaludnienia wynosiła 16,8 osób/km². Administracyjnie należy do żupanii karlowackiej (miasto Ogulin oraz gminy Josipdol, Plaški, Saborsko i Tounj). Główne miejscowości to: Ogulin, Plaški, Oštarije i Josipdol. Jej obszar użytkowany jest rolniczo do uprawy roślin i hodowli zwierząt. Przy zboczach Kapeli prowadzona jest również gospodarka leśna.
Przez dolinę prowadzi autostrada A1 z Zagrzebia do Dalmacji. Inne główne drogi to: Vrbovsko – Ogulin – Plitvička Jezera – Bihać i Karlovac – Senj.